# 埃哈德·勞斯
埃哈德·劳斯（德語：Erhard Raus，1889年1月8日－1956年4月3日）是二战期间纳粹德国国防军的一名大将。他在东线战争初期指挥了第6装甲师，後升任军团司令。劳斯是在德国国防军系统中军衔最高的奥地利人之一（大将军衔）。另外两个是亚历山大·勒尔和洛塔尔·伦杜利克。

## 生平
1889年1月8日出生於奧匈帝國奧布拉莫維斯，父親赫寶斯·勞斯（1859-1923）是一位奧匈帝國軍官，生母於1898年5月12日生病去世，父親再娶。1907年時勞斯18歲，就讀於奧匈帝國布爾諾的軍官學校，後來駐紮在科爾蒙斯。第一次世界大戰期間，他在波蘭南部參加了戰鬥，在那裡指揮了一個自行車步兵連。
第一次世界大戰結束時，他被納入新組建的奧地利軍隊，首先在維也納擔任自行車步兵營的指揮官，後來擔任軍事學院的戰術家。1938年奧地利併入德國後，他轉而效忠德國軍隊，成為德國駐羅馬大使館的武官。

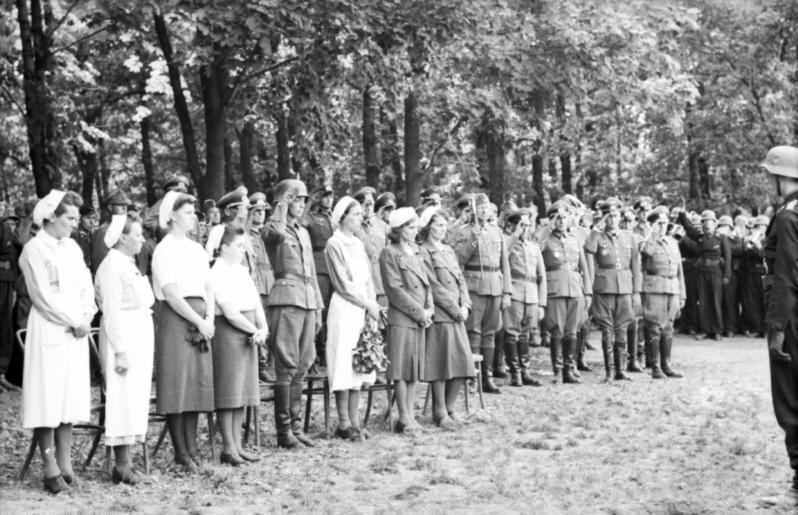
1943年7月，装甲兵上將艾爾哈德·勞斯（右三）、赫爾曼·霍特（右四）和陆军元帅埃里希·馮·曼施坦因（右五手持元帅杖）一起参加在哈尔科夫举行的瓦尔特·冯·许纳斯多夫的葬礼

第二次世界大戰爆發後，他被召回現役。1941年9月7日，在巴巴羅薩行動期間，勞斯被任命為第6裝甲師代理師長。9月15日，失去砲兵部隊的第6裝甲師被調往中央集團軍，參加向莫斯科挺進的颱風行動。10月11日，他被授予騎士鐵十字勳章。勞斯的部隊被轉移到第47裝甲軍。
4月初，第6裝甲師被調往法國整修休息；勞斯於4月29日被任命為該師師長。1942年11月中旬，該師離開法國前往蘇聯。在城堡行動（庫爾斯克戰役）失敗後，他組織軸心國部隊撤過第聶伯河。1943年12月10日，他被任命為第4裝甲軍團代理司令。幾天后，他將各師轉移到河對岸，並掠奪了數千頭牛和馬。勞斯指揮第1裝甲軍團，隨後指揮第3裝甲軍團（1944年8月至1945年3月），其中包括黨衛軍第3裝甲軍、黨衛軍第11軍和特陶軍（1945年3月上旬）。
戰後，勞斯撰寫或與人合著了許多書籍和出版物，重點對他的部隊在東線使用的坦克戰術進行戰略分析。
勞斯於1956年4月3日去世。4月6日，他以軍事榮譽被安葬在維也納。

### 引用
1. 1 2

### 文獻
- Heuer, Gerd F.: Die Generalobersten des Heeres. Inhaber höchster deutscher Kommandostellen 1933–1945. Rattstatt: Moewig 1988. ISBN 3-8118-1408-7
- Patzwall, Klaus D.; Scherzer, Veit.  [The German Cross 1941 – 1945 History and Recipients Volume 2]. Norderstedt, Germany: Verlag Klaus D. Patzwall. 2001. ISBN 978-3-931533-45-8 （German）.
- Thomas, Franz.  [The Oak Leaves Bearers 1939–1945 Volume 2: L–Z]. Osnabrück, Germany: Biblio-Verlag. 1998. ISBN 978-3-7648-2300-9 （German）.
- Panzer Operations: The Eastern Front Memoir of General Raus, 1941–1945 (with Steven H. Newton)

| 军职                                 | 军职                                                                       | 军职                             |
| ------------------------------------ | -------------------------------------------------------------------------- | -------------------------------- |
| 前任： 弗朗茨·蘭德格雷夫少将         | 第6装甲师师长 1942年4月29日–1943年2月7日                                   | 繼任： 瓦爾特·馮·許納斯多夫少将  |
| 前任： —                             | 第11军军长 （1943年5月10日之前称为临时劳斯军） 1943年2月10日–1943年11月5日 | 繼任： —                         |
| 前任： 海因里希·埃伯巴赫装甲部队上将 | 第47装甲军军长 1943年11月5日–1943年11月30日                                | 繼任： 赫尔曼·巴尔克装甲部队上将 |
| 前任： 赫尔曼·霍斯大将               | 第4装甲集团军司令 1943年11月10日–1944年4月21日                             | 繼任： 瓦尔特·内林装甲部队上将   |
| 前任： 汉斯·胡贝大将                 | 第1装甲集团军司令 1944年4月21日–1944年7月                                  | 繼任： —                         |
| 前任： 艾哈德·劳斯装甲部队上将       | “劳斯军团”指挥官 1944年7月-1944年8月                                       | 繼任： 哥特哈德·海因里希大将     |
| 前任： 格奥尔格-汉斯·莱因哈特大将    | 第3装甲集团军司令 1944年8月16日–1945年3月10日                              | 繼任： 哈索·冯·曼托菲尔大将      |